# Boschi e arbusteti iberici sud-orientali
I boschi e arbusteti iberici sud-orientali sono un'ecoregione dell'ecozona paleartica, definita dal WWF (codice ecoregione: PA1219), che si estende, come indica il nome, nella parte sud-orientale della penisola iberica.
La regione fa parte della ecoregione globale 123 Formazioni forestali mediterranee, inclusa nella lista Global 200.

## Territorio
Questa ecoregione ricopre un'area molto piccola, limitata ad una sottile striscia di terra lungo la costa sud-orientale della Spagna (Almería e Murcia). Climaticamente, l'ecoregione è caratterizzata da un clima molto caldo (con temperature medie invernali di circa 11-12 °C) ed estremamente secco (riceve tra i 200 e i 250 mm di pioggia all'anno). Inoltre, la regione è frequentemente spazzata da venti secchi come lo scirocco (siroco) proveniente dal Sahara, che ne intensificano la siccità.
Geologicamente, questa ecoregione presenta una composizione litologica e un rilievo molto complessi. Le rocce vulcaniche predominano in alcune aree costiere (ad esempio Cabo de Gata). Rocce sedimentarie cenozoiche e quaternarie, specialmente marne, gessi, calcari, sabbie e conglomerati, definiscono le pianure, le colline e le spoglie montagne della regione.

## Flora
Questa ecoregione è caratterizzata dalla quasi totale assenza di specie arboree. Molto rari sono i rappresentanti di alcune specie di conifere xerofile, come pini, ginepri ed una straordinaria popolazione relitta di una conifera endemica del Nordafrica, il ginepro articolato (Tetraclinis articulata). Tamerici, pioppi bianchi e oleandri si possono rinvenire nel letto dei fiumi stagionalmente asciutti. La principale forma di vegetazione qui è costituita da una boscaglia che comprende molte specie di piante nordafricane quali Ziziphus lotus, Withania frutescens, Rosmarinus eriocalyx, Gymnosporia senegalensis, Cistus libanotis, Ephedra fragilis, Genista ramosissima, Chamaerops humilis e Launaea arborescens.
Numerose sono le specie di piccoli arbusti e di piante erbacee. Sui terreni ricchi di sale si sviluppano comunità di piante alofile, tra cui specie appartenenti ai generi Suaeda, Salsola, Limonium e Arthrocnemum, nonché Atriplex halimus, Anabasis articulata e Haloxylon salicornicum. Le comunità di boscaglie secche ospitano un gran numero di piante aromatiche e medicinali, tra cui varie specie dei generi Thymus, Salvia, Sideritis, Teucrium e Lavandula, e anche altre piante erbacee e succulente (come Apteranthes europaea). Le distese erbose aride sono caratterizzate da alcune specie macro-erbacee del genere Stipa, da Lygeum spartum e da piccole specie arbustive come Artemisia herba-alba. Questa vegetazione è molto simile per aspetto e composizione di piante a quella delle vaste distese erbose di altitudine del Nordafrica.

## Fauna
La fauna di questa ecoregione non è molto conosciuta. Tuttavia, sembra che l'unico gruppo di animali adattatosi a vivere in questa steppa semiarida sia quello degli uccelli, qui presenti con un gran numero di specie. Tra questi figurano la gallina prataiola (Tetrax tetrax), la ganga (Pterocles orientalis), la calandrina (Alaudala rufescens), la cappellaccia di Thekla (Galerida theklae), la monachella nera (Oenanthe leucura) e l'allodola di Dupont (Chersophilus duponti). Alcune lagune costiere costituiscono delle aree molto importanti per gli uccelli migratori. A Cabo de Gata vi sono più di 2000 fenicotteri (Phoenicopterus roseus), mentre la riserva naturale di Punta Entinas-Sabinar ospita due specie di gabbiano minacciate di estinzione, il gabbiano corso (Ichthyaetus audouinii) e il gabbiano roseo (Chroicocephalus genei), e l'occhione (Burhinus oedicnemus).
Tra i mammiferi presenti nell'ecoregione ricordiamo la volpe rossa (Vulpes vulpes), la genetta comune (Genetta genetta) e il tasso (Meles meles).

## Popolazione
La densità di popolazione nei boschi e arbusteti iberici sud-orientali è storicamente molto bassa, soprattutto nelle aree più aride e meno ospitali dell'ecoregione, dove la scarsità d'acqua e la povertà dei suoli limitano fortemente lo sviluppo di insediamenti umani stabili. Le comunità che vi risiedono sono state tradizionalmente legate alla pastorizia estensiva di ovini e caprini, alla coltivazione di cereali resistenti alla siccità, come l'orzo, e allo sfruttamento di risorse spontanee come le piante aromatiche e officinali. In alcune zone costiere e lungo i corsi d'acqua stagionali, la presenza umana si è concentrata in piccoli villaggi e centri rurali, mentre le aree interne e più aride sono rimaste pressoché disabitate o utilizzate solo stagionalmente come aree di pascolo.
Nel corso del XX secolo, l'intensa emigrazione verso i centri urbani della costa e l'abbandono progressivo delle pratiche agricole e pastorali tradizionali hanno accentuato la rarefazione della popolazione rurale, portando alla scomparsa di molte attività tipiche del paesaggio mediterraneo arido. Attualmente, la popolazione si concentra nei principali centri urbani delle province di Almería e Murcia, mentre le aree interne dell'ecoregione sono sempre più caratterizzate da spopolamento e da un lento processo di rinaturalizzazione del territorio. Nonostante ciò, alcune comunità locali mantengono ancora tradizioni legate alla raccolta di piante aromatiche, alla produzione artigianale di miele e alla gestione sostenibile dei pascoli.
L'adattamento umano a queste condizioni ambientali estreme si riflette anche nelle architetture tradizionali, spesso realizzate in pietra locale o in terra cruda, e nella presenza di sistemi di raccolta e gestione delle acque piovane. Le condizioni di vita restano comunque difficili a causa della scarsità di risorse idriche, della frequenza delle siccità e del rischio di erosione dei suoli.

## Conservazione

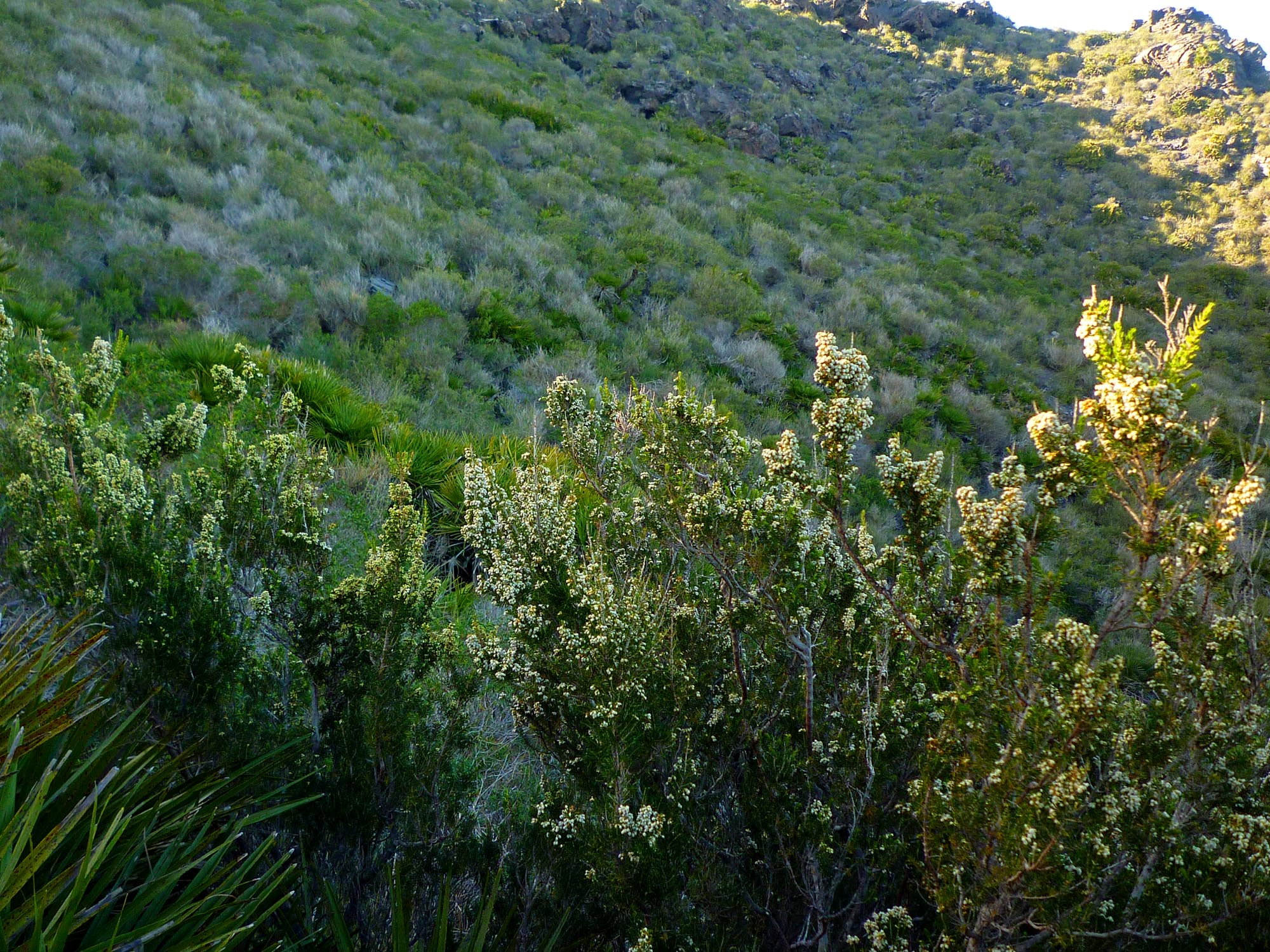
Erica arborea nel parco regionale di Calblanque

Non è chiaro se la steppa semiarida che caratterizza questa ecoregione rappresenti il suo aspetto originario o sia la conseguenza di un intenso sfruttamento del territorio da parte dell'uomo. Attualmente, gli studiosi stanno ancora discutendo se sia possibile che l'intenso processo di erosione che ha portato alla formazione di questa landa desolata sia il frutto dell'instabilità geologica della regione. Faglie e terremoti potrebbero aver alterato la morfologia del paesaggio ben prima della comparsa dell'uomo. Tuttavia, le testimonianze storiche indicano un passato di intenso sfruttamento umano, fatto di sovrapascolo e di estrazioni minerarie. La richiesta di legname necessario per alimentare le miniere di piombo sulla Sierra de Gádor tra il 1818 e il 1880, all'epoca le più produttive del mondo, portò al totale denudamento di gran parte delle montagne circostanti, provocando così un intenso impoverimento del manto forestale, difficile da quantificare.
Negli ultimi cinquant'anni si è registrato l'abbandono delle aree rurali e della pressoché totale scomparsa delle tradizionali attività pastorali (pecore e capre) e della raccolta di arbusti per la produzione di polpa di cellulosa.